# Mireasa era în negru
Mireasa era în negru (titlul original: în franceză La mariée était en noir)  este un film franco-italian, realizat în 1968 de regizorul François Truffaut, după romanul polițist omonim al scriitorului Cornell Woolrich (titlul original: The Bride Wore Black) , protagoniști fiind actorii Jeanne Moreau, Michel Bouquet, Jean-Claude Brialy, Charles Denner.

## Distribuție
- Jeanne Moreau – Julie Kohler
- Michel Bouquet – Robert Coral
- Jean-Claude Brialy – Corey
- Charles Denner – Fergus
- Claude Rich – Bliss
- Michael Lonsdale – Clément Morane
- Daniel Boulanger – Delvaux
- Alexandra Stewart – dra. Becker
- Sylvine Delannoy – dna. Morane
- Christophe Bruno – "Cookie" Morane
- Luce Fabiole – Mère de Julie
- Michèle Montfort – Modèle de Fergus
- Jacqueline Rouillard –
- Paul Pavel – mecanicul
- Gilles Quéant – judecătorul de instrucție
- Serge Rousseau – David Kohler
- Van Doude – inspectorul
- Frédérique Fontanarosa – un muzician (nemenționat)
- Jacqueline Gaillard – camerista (neacreditat)
- Maurice Garrel – reclamantul (neacreditat)
- Daniel Pommereulle – un prieten a lui Fergus (nemenționat)
- Elisabeth Rey – fiica lui Julie (nemenționat)
- Jean-Pierre Rey – fiica lui David (nemenționat)
- Dominique Robier – Sabine, nepoata lui Julie (nemenționat)
- Jacques Robiolles – Charlie, portarul (nemenționat)
- Michèle Viborel – Gilberte, logodnica lui Bliss (nemenționat)

## Premii și nominalizări
- 1969 nominalizat la Festivalul Globul de Aur pentru cel mai bun film într-o limbă străină